# Атлантида: Изгубената империя
Атлантида: Изгубената империя (на английски: Atlantis: The Lost Empire) американски анимационен филм от 2001 г. на компанията Уолт Дисни, с който се поставя началото на франчайза Атлантида. Лентата е продуцирана от Дон Хан, под режисурата на Гари Трусдейл и Кърк Уайз и по сценарият на Таб Мърфи. Във филма участват Ленърд Нимой, Крий Съмър, Джеймс Гарнър, Майкъл Джей Фокс, Фил Морис, Дон Новело, Джон Махоуни, Кори Бъртън, Джим Варни и др.
Действието са развива през 1914 г. и разказва историята на картографа и експерт лингвист Майло Тач, който вярва в съществуваното на изчезналия митичен град Атлантис, погребан под водите от векове. Младият учен открива дневник с координатите на града, оставен от дядо му, и се отправя на експедиция, спонсорирана от ексцентричен милионер. В търсенето Майло открива неподозирана тайна, която обърква очакванията му и го изправя пред редица опасности.
Филмът е предназначен за по-възрастните зрители, вдъхновен от поредицата за Индиана Джоунс и приключенските романи за подводни пътешествия на Жул Верн. За разлика от повечето продукти на „Дисни“ тук персонажите нямат музикални изпълнения.

## Продукция
Двамата режисьори Кърк Уайз и Гари Трусдейл, автори на успешния „Красавицата и Звяра“ и провала „Парижката Света Богородица“, започват работа по бъдещия проект с търсене на информация от интернет – първият филм, в който двамата черпят сведения от интернет източници. В стаята на Уайз има нов компютър с приспособление наречено „изследователски монитор“. Започват да пишат думи като „Атлантида“ и „изгубени цивилизации“ и откриват от сериозни и научнообосновани теории до чисти спекулации.
В основата на интерпретацията на филма са теориите за истинската култура и търговски навици на жителите от острова Санторини, намирал в Средиземно море и спряган за континента Атлантида. На островът е имало процъфтяваща култура и развита търговия, но за един ден бил заличен от изригнал вулкан. Екипът по предстоящия филм скланя към по-фантастичен сюжет, за да предостави на аниматорите по-голямо поле за въображение.
Другият член на режисьорското дуло Гари Трусдейл смята, че най-голямата маркетингова схема за бъдещия филма ще се получи, ако се сбъдне казаното от Едгър Сайс – пророкът на 30-те години, а именно, Атлантида да се вдигне от Бермудския триъгълник през 2001 г.
След проучванията и написването на сценария, режисьорите се заемат с визуализацията на „Атлантида: Изгубената империя“. Те се обръщат за помощ към художник извън „Дисни“ – Майк Минола, познат от популярната серия комикси Хелбой. Минола предоставя графики за създаването на визуалната концепция. Той не е дебютант в Холивуд, преди това е работил по „Дракула“ на Копола и „Батман: Анимационният сериал“ на компанията Warner Bros..
Двамата режисьори на анимацията за Атлантида са почитатели на комиксите и харесват графиките на Минола, чийто стил е сходен на художника на филма Дейв Гьоц. Стилът, определен повече като експресионистичен, наподобява този от пропагандните афиши от началото на XX век, е наречен шеговито „Дис-нола“. Аниматорите се пригаждат към стила на Майк Минола и резултатът е хомогенен рисунък, който се усеща във всяка сцена.
В техническо отношение филма може да бъде приета за анимационен, но ангажираността му с екшън и приключение клони към по-възрастната аудитория. Продуцентът Дон Хан споделя, че целенасочено е търсена прилика с приключенски кино-класики като „20 000 левги под водата“ (1954 г.) и „Похитителите на изчезналия кивот“ (1981 г.).
В „Атлантида: Изгубената имерия“ липсват песни, запазена марка на анимациите на Дисни. Авторите обясняват това като придържане към драматичния жанр на филма.

## Озвучаващ състав в оригинала
- Майкъл Джей Фокс – Майло Тач
- Джеймс Гарнър – Капитан Рурк
- Крий Съмър – Принцеса Кида
- Ленърд Нимой – Кралят на Атлантида
- Дон Новело – Вини Санторино
- Фил Морис – доктор Джошуа Мил
- Джон Махони – Престън Уитмор
- Джим Варни – Готвача
- Клаудия Крисчън – Хелга
- Кори Бъртън – Мол
- Жаклин Обрадорс – Одри
- Флорънс Стенли – Вилхелмина Бърта Пакард
- Дейвид Огдън Стиърс – Г-н Фентън Харкорт
- Натали Стром – Кида като дете
- Джим Къмингс – Допълнителни гласове
- Пат Фрейли – Допълнителни гласове
- Стъвън Бар – Допълнителни гласове

## Синхронен дублаж
| Роля                   | Изпълнител        |
| ---------------------- | ----------------- |
| Майло                  | Мариан Бачев      |
| Принцеса Кида          | Ралица Ковачева   |
| Престън Уитмор         | Калин Арсов       |
| Кралят                 | Петър Евангелатов |
| Рурк                   | Марин Янев        |
| Хелга                  | Силвия Лулчева    |
| Готвачът               | Любен Чаталов     |
| Вини                   | Станислав Пищалов |
| Мол                    | Георги Тодоров    |
| Одри                   | Стефани Рачева    |
| Д-р Мил                | Пламен Захов      |
| Г-жа Вилхелмина Пакард | Мария Карел       |
| Г-н Фентън Харкорт     | Пламен Сираков    |

### Други гласове
| Илия Иванов    |
| Росен Плосков  |
| Владимир Колев |

### Българска версия
| Обработка                       | Александра Аудио (2001)               |
| ------------------------------- | ------------------------------------- |
| Режисьор на дублажа             | Даниела Горанова                      |
| Превод                          | Милена Сотирова                       |
| Адаптация                       | Наталия Пенева                        |
| Тонрежисьори на записа          | Виктор Стоянов Петър Костов           |
| Творчески координатор           | Венета Янкова                         |
| Продуцент на българската версия | Disney Character Voices International |